# Literatur der Weimarer Republik
Die Literatur der Weimarer Republik umfasst die während der Weimarer Republik entstandene und die zu dieser Zeit vom lesenden Publikum bevorzugte Literatur. Standen die  frühen 1920er Jahre noch im Zeichen des Expressionismus der Kriegs- und Vorkriegszeit, so waren die Mitte und das Ende dieses Jahrzehnts von einer Wendung zu  realitätsbezogenen Darstellungen geprägt, die als literarische Ausprägung der Neuen Sachlichkeit begriffen wurden. Die Fülle und Vielfalt der deutschen Literatur in dieser Ära würden aber verzerrt, wollte man sie auf einen einzigen Begriff bringen. Zwischen der großen Anzahl namhafter Schriftsteller, Lyriker und Dramatiker bestand nur geringer Zusammenhalt; Kommunikation zwischen links- und rechtsorientierten Literaten fand kaum statt. Die literarischen Zeitschriften vertraten jeweils die Meinung kleinerer Gruppen oder politischer Parteien.

## Klassiker, Wiederentdeckte und Wegbereiter
Dichtung und Dramen spielten im literarischen Leben der Weimarer Republik eine wichtige Rolle. Die Poesie besaß zu dieser Zeit nach dem Eindruck von Peter Gay eine merkwürdige Macht über die ihre Dichter verehrenden Deutschen, ausgehend von der Weimarer Klassik der Goethe und Schiller. Neben diesen fortdauernd Zitierten kamen aber auch eine Reihe anderer Dichter in der republikanischen Ära durch ihre Werke zu einer Art Renaissance.
Vor dem Hintergrund der Zeitumstände wurde zum Beispiel Hölderlins Hyperion beziehungsreich zitiert, wo man sich mit den Folgen von Krieg, Novemberrevolution und Versailler Vertrag geistig auseinandersetzte: „ich kann kein Volk mir denken, das zerrißner wäre, wie die Deutschen. Handwerker siehst Du, aber keine Menschen, Denker, aber keine Menschen, Priester, aber keine Menschen, Herrn und Knechte, Jungen und gesetzte Leute, aber keine Menschen.“ Hölderlin wird von Gay als Vorbote einer modernen Welt gedeutet, die den Menschen zerbricht, ihn der Gesellschaft und seinem eigentlichen Wesen entfremdet.
Gleichfalls neue Beachtung zuteil wurde Heinrich von Kleist und seinem Werk: Kleistforschung und Kleistverehrung schlugen sich in einer Vielzahl von Buchveröffentlichungen und in der Gründung der Kleist-Gesellschaft 1920 nieder. Ihr schlossen sich unter anderen Gerhart Hauptmann, Hugo von Hofmannsthal, Ernst Cassirer und Max Liebermann an. Der Kleist-Preis war die bedeutendste literarische Auszeichnung der Weimarer Republik.
Republikaner und Linke in der Weimarer Zeit hielten unter den bedeutenden Literaten der Vergangenheit besonders auf Georg Büchner große Stücke: Sein Mitgefühl für die Armen, sein Abscheu vor Autoritäten und seine realistisch-drastische Gesellschaftsbeschreibung stellten für Demokraten, Sozialisten und Kommunisten ein packendes Orientierungs- und Identifikationsangebot dar. Die von Alban Berg nach Büchners Woyzeck komponierte Oper Wozzeck, eine Kombination aus Zwölftonmusik, Sprechgesang und konventionellen musikalischen Mitteln, wurde 1925 in Berlin uraufgeführt und trug zur Popularisierung Büchners und seines Bühnenstücks entscheidend bei.
Zu den bedeutenden zeitgenössischen Lyrikern, deren Leben und Werke sich in die Weimarer Republik hinein erstreckten, gehören insbesondere Stefan George und Rainer Maria Rilke. In seinem gesellschaftlichen Auftreten entwickelte George eine spezifische Aura und homoerotische Ausstrahlung, die eine mit ihm eng verbundene Anhängerschaft hervorbrachte, den George-Kreis. Seine bereits 1892 gegründeten Blätter für die Kunst enthielten sorgfältig inszenierte Gespräche mit jungen Männern, die seine Visionen entfalteten und auf ein Publikum für sein dichterisches Schaffen zielten. Von Baudelaire und Mallarmé inspiriert, zudem durch Hölderlin und Nietzsche beeinflusst, betrieb er die Erneuerung eines aristokratischen Lebensgefühls im Zeichen der Verewigung kultureller Werte, ein durch und durch elitäres Programm.
Rilkes Anhängerschaft war nicht in einem Kreis Auserwählter konzentriert, sondern erstreckte sich auf seine ganze außerordentlich große Leserschaft. In allen Gruppen der Jugendbewegung war er ein Lieblingsdichter. Man rezitierte ihn am Lagerfeuer und druckte seine Gedichte in den eigenen Zeitschriften. „Man konnte Rilke zum reinen Vergnügen lesen und in seinen Bildern baden. Man konnte Rilke als den Dichter der Entfremdung lesen oder als den Hohepriester eines heidnischen Universums, worin sich menschliche Empfindungen und unbeseelte Dinge, Liebe und Leid, Leben und Tod zu einem harmonischen Ganzen zusammenfügten.“

## Vielfalt der Epoche
Das Ende des Ersten Weltkriegs und die Novemberrevolution wurden auch von den Schriftstellern als Einschnitt und vielfach als Signal für einen Aufbruch verstanden, der auch zu neuen Formen in der Literatur führte. Der Expressionismus wirkte fort. Die wichtige Anthologie Menschheitsdämmerung, die Kurt Pinthus zusammenstellte, erschien erst 1919. Der Dadaismus führte zu Collage- und Montageromanen. Außerdem beeinflussten neue Medien wie Film und Hörfunk die Literatur. Auffällig ist die große Vielfalt der Themen und Genres. Nicht wenige Autoren engagierten sich politisch. Die Mitglieder des Bundes proletarisch-revolutionärer Schriftsteller verstanden sich ausdrücklich als Propagandisten der Politik der KPD. Die der neuen Sachlichkeit zuneigenden Autoren verbanden ihr Schreiben hingegen mit einem unvoreingenommen-realistischen Blick auf die zeitgenössischen gesellschaftlichen Zustände. Zu neuen wichtigen Themen wurden das Verhältnis von Individuum und Masse sowie Aspekte der Alltagskultur.
In breiten Teilen der Bevölkerung populär waren Schriftsteller wie Karl May, Hermann Löns, Hans Carossa, Ernst Wiechert, Rudolf G. Binding und Hedwig Courths-Mahler. Zu den meistgelesenen Büchern zählten Ina Seidels Wunschkind, Hermann Stehrs Heiligenhof und Emil Strauß’ Schleier. Als „Klassiker der Republik“ bezeichnet Walter Laqueur die beiden Literatur-Nobelpreisträger Gerhart Hauptmann (1912) und Thomas Mann (1929).

## Dramen
Die Hauptwerke des Dramatikers Gerhart Hauptmann lagen zu Zeiten der Weimarer Republik schon lange zurück: Vor Sonnenaufgang war 1889 erschienen, Die Weber 1894. Den Ersten Weltkrieg hatte Hauptmann mit patriotischen Gedichten begrüßt; ebenso begeistert begrüßte er fünf Jahre später die Republik als „das wichtigste Ereignis in tausend Jahren deutscher Geschichte“. Sogar als Reichspräsident wurde er 1919 vereinzelt vorgeschlagen. Nach der Uraufführung seines Stückes Vor Sonnenuntergang endete 1932 das facettenreiche und vom Publikum viel besuchte republikanische Theater vor halbleeren Rängen, bedingt durch die Folgewirkungen der Weltwirtschaftskrise, obwohl die Kritik das Werk hoch gelobt hatte.
Vielfach variiertes gesellschaftskritisches Thema einer neuen Dramatiker-Generation war der Vater-Sohn-Konflikt als fortgesetzter Ansturm der Jugend „gegen die alte Welt, und ihre politischen, sozialen und künstlerischen Konventionen.“  Zu den Helden der neuen Dramen zählten Fremde, Leidende, Selbstmörder und Prostituierte. Politische Dramen von Autoren wie Walter Hasenclever oder Leonhard Frank kreisten um die Hoffnung auf eine neue Menschlichkeit, geboren aus der Erfahrung des Lebens und Leidens in und nach dem Krieg. Ludwig Rubiner entwickelte in seinem Drama Die Gewaltlosen (1919) die Idee einer gewaltlosen Revolution. Auch Ernst Toller verfocht in seinen expressionistischen Dramen Masse Mensch (1921) und Hinkemann Ideen des Pazifismus und der Gewaltlosigkeit. Georg Kaiser entwarf in Stücken wie Die Bürger von Calais (1914) oder Gas (1918/20) die Vision des sich über die menschenfeindliche Technik erhebenden, freien und opferbereiten neuen Menschen. Ähnlich entwickelten Fritz von Unruhs Dramen Ein Geschlecht (1918) oder Platz (1920) ein mythisch getragenes Pathos der Absage an den Krieg und der Ansage weltumspannender Brüderlichkeit.
Zu den Neuentdeckungen des Weimarer Literatur- und Theaterbetriebs gehörte Bertolt Brecht, der als 24-Jähriger mit Trommeln in der Nacht 1922 seine erste Uraufführung realisierte und noch im selben Jahr den Kleist-Preis erhielt. Mit der Dreigroschenoper, die 1928 auf die Bühne kam, erzielte Brecht seinen größten Publikumserfolg. In dem Lehrstück Die Maßnahme (1930) wandte er sich dem Innenleben kommunistischer Gruppen- und Parteiorganisation zu, indem er die Liquidierung eines jungen Kommunisten durch seine Genossen zur Aufführung brachte. Der junge Mann gefährdet durch mitleidiges Handeln gegenüber den Ausgebeuteten unvorsichtig die konspirative Tarnung der Gruppe; er wird, um das Überleben der anderen und den Erfolg der Mission zu gewährleisten, von ihnen umgebracht. Wie der Vorkämpfer des proletarischen Theaters Erwin Piscator verwendete Brecht in seinen Stücken gelegentlich Filmprojektionen und Schlagzeilen von Zeitungen, nutzte aber auch die herkömmlichen dramatischen Mittel Chor, Erzähler und Kontrastwirkungen.
Als volkstümlicher Dramatiker etablierte sich 1925 Carl Zuckmayer mit der Komödie Der fröhliche Weinberg an den deutschsprachigen Bühnen. In Berlin lief das Lustspiel fast drei Jahre in Folge, von der Kritik teilweise als allzu seichte Unterhaltung abgetan. Vordem hatte sich Zuckmayer wie andere am expressionistischen Drama erprobt; in der Ära der Neuen Sachlichkeit aber bot er dem Publikum einen deftig angereicherten, breiten Naturalismus von eigener Machart. Der bedeutende Theaterkritiker Alfred Kerr brachte seine Eindrücke nach dem Vorstellungsbesuch auf die Formel: „Sic transit gloria expressionismi.“ Zu einem phänomenalen und noch nachhaltigeren Erfolg wurde 1931 Zuckmayers Der Hauptmann von Köpenick, eine packende Verbindung von Slapstickkomödie und strenger Tragödie.

## Wiederbelebung und Neugestaltung des Romans
Die Literatur der Weimarer Republik war auch jenseits von Lyrik und Drama äußerst vielfältig. Der im Expressionismus weniger vertretene Roman wurde im Laufe der 1920er Jahre zur besonders nachgefragten Literaturgattung. Ab Mitte der 1920er Jahre kam mit der Neuen Sachlichkeit der Zeitroman wieder stärker auf, in dem eine realistische Beschreibung und Auseinandersetzung mit gesellschaftlichen Entwicklungen gesucht wurde, z. B. mit dem Leben in der Großstadt, der Situation der neuen Angestellten, mit Arbeitslosigkeit und Verelendung in der Wirtschaftskrise.
Das literarische Ereignis des Jahres 1924 war das Erscheinen von Thomas Manns Roman Der Zauberberg, der sogleich reißenden Absatz fand. Darin wird in der alpinen Höhe und Abgeschiedenheit einer Davoser Lungenklinik ein anspielungsreiches Ambiente bürgerlicher Lebensart und Denkweisen während der letzten Jahre vor dem Ersten Weltkrieg kreiert, in dem die Auseinandersetzung des Autors und seiner Figuren mit dem Tod eine zentrale Rolle spielt. Dabei verleiht der genaue Beobachter und glänzende Erzähler Thomas Mann den handelnden Gestalten des Romans teilweise Züge lebender Zeitgenossen. So ist beispielsweise in der Figur des Lebemanns Peeperkorn der Schriftsteller-Kollege Gerhart Hauptmann wiedererkannt worden und in dem einen schwungvoll-aufklärerischen Optimismus verkörpernden Settembrini der als „Zivilisationsliterat“ apostrophierte eigene Bruder Heinrich Mann.
Hermann Hesse war nach turbulenter Jugend in Württemberg noch vor dem Ersten Weltkrieg endgültig in der Schweiz ansässig geworden. Zu seinen während der Weimarer Republik erschienenen Werken gehörten Demian (1919) als am meisten gelesenes, Siddhartha. Eine indische Dichtung, Der Steppenwolf, Narziß und Goldmund sowie Die Morgenlandfahrt. Als „Biographie der Seele“ spiegelten seine Bücher „die Zersetzung der alten Welt europäischer Sicherheit“.
Von dem praktizierenden Psychiater und epischen Schriftsteller Alfred Döblin stammt das in der Weltliteratur als „Symphonie des Großstadtlebens“ unerreichte, 1929 veröffentlichte Werk Berlin Alexanderplatz. Die Romanhandlung dreht sich um Orientierungssuche und Scheitern des nach vierjähriger Haft aus dem Gefängnis entlassenen einfachen Lohnarbeiters Franz Biberkopf im Berliner Großstadtdschungel, ein Leben ohne Zweck und Ziel, das dem „ganzen fürchterlichen An- und Abschwellen des Rhythmus und der Dissonanzen der Metropole“ ausgesetzt ist. „Zum einzigen Mal erstand die Großstadt in der deutschen Literatur zum Leben“, heißt es bei Laqueur.
Das Erlebnis des Ersten Weltkriegs, ohne das der Geist der 1920er Jahre nicht verstanden werden kann, wurde literarisch aus unterschiedlichen Perspektiven verarbeitet. Während Ernst Jünger in seinen Buchpublikationen In Stahlgewittern (1920) und Der Kampf als inneres Erlebnis (1922) zur Freude am Krieg neigt und ihn als erregendes Abenteuer schildert, wird Erich Maria Remarques Antikriegsroman: Im Westen nichts Neues (1929), in dem unter anderem die Schrecken von Trommelfeuer und Granatbeschuss im endlosen Stellungskrieg drastisch vor Augen geführt werden, zum großen Bestseller der späten Republikjahre. Zur wichtigen Antikriegsliteratur zählt auch Ludwig Renns Roman Krieg (1928).
Auch die Weltwirtschaftskrise, die zu Beginn der 1930er Jahre den Anfang vom Ende der Weimarer Republik einläutete, schlug sich in literarischen Erzeugnissen nieder. Erich Kästners Roman Fabian (1931) lässt seinen Protagonisten auf dem Höhepunkt der Wirtschaftskrise als Lebenskünstler mit Galgenhumor agieren, bevor er bei dem Versuch, ein Kind aus dem Wasser zu retten, selbst ertrinkt. Hans Fallada befasst sich einfühlsam und den Zeitgeist getreulich spiegelnd in dem vielgelesenen Roman Kleiner Mann – was nun? (1932) mit dem rasanten Abstieg seines Titelhelden aus dem Angestellten-Präkariat zu Zeiten der Lohn- und Leistungskürzungen und der grassierenden Arbeitslosigkeit.
Der Journalist und Schriftsteller Egon Erwin Kisch wurde als Der rasende Reporter (Titel seines 1925 erschienenen Reportagebandes) zur Personifikation des neusachlichen, sich in einer entstehenden Massengesellschaft bewegenden Autors. Das Interesse der Autoren für die Wirklichkeit war in der Spätphase der Republik so stark, dass sie Reportageelemente in ihre Romane einarbeiteten. Als Beispiele seien Ernst Ottwalts Denn sie wissen, was sie tun und Willi Bredels Maschinenfabrik N.&K. genannt. Ernst Ottwald setzt sich in seinem Roman mit der Justiz der Weimarer Republik auseinander. Er erfindet einen Protagonisten, einen jungen Juristen, der in der Weimarer Republik Karriere macht und der von vielen Unrechtsurteilen der Zeit erfährt und teilweise an ihnen beteiligt ist. Bredel kam aus der Arbeiterkorrespondenzbewegung und für ihn war es selbstverständlich, Artikel, die er bereits in Werkzeitungen veröffentlicht hatte, auch in seinen Roman einzuarbeiten.

## Trivialliteratur, erotische Literatur
Wie Laqueur ausführt, blühte in diesen Jahren eine neue Literaturgattung auf, die bislang, wenn überhaupt, unter dem Ladentisch verkauft worden war. Diese befasste sich, wie die Buchtitel aussagten, mit Themen wie Nächten im Harem, Mädchenhandel, Frau und Peitsche, exotischen Ausprägungen des Geschlechtsverkehrs, Homosexualität, sexuellem Fetischismus und Masochismus. Solche Druckerzeugnisse waren romanhaft verfasst, wahr bis bestenfalls halbwahr, illustriert oder nicht. Diese neue Art der Erwachsenenliteratur zog eine Menge Neugieriger an und umfasste die ganze Bandbreite von wissenschaftlicher und pseudowissenschaftlicher Ratgeber-Literatur, Nacktdarbietungen bis hin zu saftiger Pornographie.
Sogenannte Ratgeber für Berlin-Reisende mit besonderen Präferenzen führten halb-realistisch, halb-feuilletonistisch in die Vergnügungszene der Hauptstadt. Ruth Margarete Roellig schrieb 1928 den Führer Berlins lesbische Frauen, der vierzehn Treffpunkte der lesbischen Kreise beschrieb. 1930 beteiligte sie sich an dem Aufklärungsbuch Das lasterhafte Weib mit einem Beitrag zum Lesbentum und Transvestitismus. In ihrer aufklärerischen Erzählung Ich klage an thematisierte sie Zwangsehe und Unterdrückung.
Konrad Haemmerling alias Curt Moreck veröffentlichte verschiedene halb-aufklärerische Werke zum Thema Sittengeschichte, so 1931 den Führer durch das „lasterhafte“ Berlin.
Schundliteratur wurde vielfach als Folge der Demokratisierung angesehen und als Argument für den Ruf nach Zensur benutzt. Art. 118 Abs. 2 WRV erwähnt die „Bekämpfung von Schund- und Schmutzliteratur“ als legitimen Zweck für Zensur. 1926 wurde ein Gesetz zur Bewahrung der Jugend vor Schund- und Schmutzschriften erlassen.

## Weitere bekannte Literaten und Werke
- Gottfried Benn

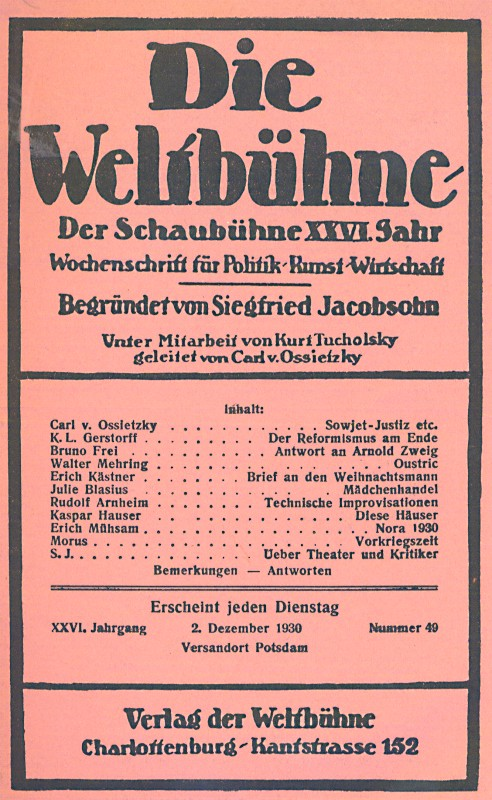
Umschlag der von vielen renommierten Autoren mitgestalteten Wochenzeitschrift Die Weltbühne vom 2. Dezember 1930

- Hermann Broch: Die Schlafwandler (1930–1932)
- Lion Feuchtwanger: Erfolg. Drei Jahre Geschichte einer Provinz (1930)
- Martin Heidegger: Sein und Zeit (1927)
- Ödön von Horváth: Kasimir und Karoline (1932)
- Franz Kafka: Das Schloß (1926)
- Irmgard Keun: Das kunstseidene Mädchen (1932)
- Karl Kraus: Die letzten Tage der Menschheit (1918/1922)
- Robert Musil: Der Mann ohne Eigenschaften (1931/1932)
- Erich Maria Remarque: Im Westen nichts Neues (1929)
- Joseph Roth: Radetzkymarsch (1932)
- Kurt Schwitters: Anna Blume (1919)
- Kurt Tucholsky: Deutschland, Deutschland über alles (1929)
- Franz Werfel

## Schriftstellerverbände
Bücher wurden immer mehr zu einer Massenware und die Schriftsteller fühlten sich häufig dem Markt ausgeliefert. Deshalb wurden Schriftstellerverbände wichtiger, die nicht nur politische Positionen formulierten, sondern auch die ökonomischen Interessen der Autoren vertraten. Der wichtigste dieser Verbände war der Schutzverband Deutscher Schriftsteller (SDS). Er war bereits 1909 gegründet worden, erlangte aber erst jetzt eine feste Bedeutung. Die preußische Akademie der Künste erhielt eine Sektion für Dichtkunst, was Heinrich Mann nachdrücklich begrüßte. Seiner Meinung nach bedeutete das eine Aufwertung der Schriftsteller durch den Staat.
Andere Verbände waren auch politisch orientiert, so war etwa der Bund proletarisch-revolutionärer Schriftsteller eine Vereinigung, die der KPD nahestand.

## Zensur
Im Artikel 118 der Weimarer Verfassung wurde die Freiheit von Wort und Schrift garantiert. Allerdings wurde bereits 1922 nach dem Mord an Walther Rathenau das Republikschutzgesetz erlassen, das diese Freiheit wieder einschränkte. In der Praxis wurde dieses Gesetz nur gegen „linke“ Autoren angewandt, nicht aber gegen „rechte“, die zum Beispiel in Freicorpsromanen offen Gewalt verherrlichten.
1925 wurde ein Roman Johannes R. Bechers beschlagnahmt und dem Autor wegen Hochverrats der Prozess gemacht. Grund für die Anklage waren keine Taten, sondern nur Bechers Veröffentlichungen. Öffentliche Proteste führten dann zur Einstellung des Verfahrens.
1926 wurde das Gesetz zur Bewahrung der Jugend vor Schund- und Schmutzschriften erlassen, hinter dem Thomas Mann von Anfang an eine politische Stoßrichtung vermutete. In der Tat wurde es gegen Filme wie Kuhle Wampe oder: Wem gehört die Welt? und Panzerkreuzer Potemkin angewandt und auch die Stücke von Brecht Die Mutter und Die Heilige Johanna der Schlachthöfe wurden mit einem Aufführungsverbot belegt. Heinrich Mann kommentierte, dass Freiheit der Rede und Freiheit der Schrift lediglich bürgerliche Rede und bürgerliche Schrift meine.
1930 wurde das Republikschutzgesetz erneuert und 1931 trat eine Pressenotverordnung in Kraft, die die Beschlagnahmung von Schriften und das Verbot von Zeitungen über mehrere Monate ermöglichte. Willi Bredel wurde wegen literarischem Hoch- und Landesverrat zu zwei Jahren Festungshaft verurteilt und
Carl von Ossietzky wurde als Hochverräter angeklagt, weil er über heimliche Aufrüstung im Luftwaffenbereich geschrieben hatte.
Der Schutzverband deutscher Schriftsteller spaltete sich 1932 über der Frage der Zensur. Uneinig waren sich die Autoren über die Frage, ob der Verband ein politisches Mandat hätte.
Bereits 1932 drohte dann der Völkische Beobachter mit Bücherverboten.